# Talkin' New York
Talkin' New York è una canzone del cantautore statunitense Bob Dylan, registrata sul suo primo omonimo album.
Insieme a Song to Woody, è l'unico altro pezzo scritto da Dylan sul suo primo album. La canzone ripercorre dall'arrivo di Dylan a New York al primo contratto per entrare in sala di registrazione. Il cantautore narra le prime difficoltà nel trovare lavoro nelle varie basket house, chiamate così perché l'artista dopo la performance passava con un cestino per raccogliere offerte.
Il cantautore italiano Francesco Guccini ha inciso un brano, Talkin' Milano, basato su Talkin' New York e incluso nel suo album d'esordio, Folk beat n. 1.